# Solomon Islands Broadcasting Corporation
La Solomon Islands Broadcasting Corporation (littéralement, « Société de radiodiffusion salomonaise ») est une entreprise publique de radiodiffusion aux Îles Salomon.

## Histoire

### Origines
La SIBC a pour antécédent un service de diffusion radio établi en 1946 par les autorités coloniales britanniques à Honiara, utilisant les équipements abandonnés par le Service de radio des forces armées des militaires américains stationnés aux Salomon pendant la Seconde Guerre mondiale. Ce premier service colonial diffuse une demi-heure hebdomadaire de bulletins d'informations à la radio, à travers les îles de l'archipel, et se révèle populaire. En 1952, il devient le Service de Radiodiffusion des Îles Salomon (SIBS), opéré par le gouvernement colonial ; il se développe ensuite progressivement.
En 1976, le SIBS devient la SIBC en application d'une loi adoptée par le corps législatif de la colonie, durant la période d'autonomie politique qui précède la pleine indépendance du pays en 1978. La nouvelle corporation relève toujours du service public et est financée par des fonds publics, mais est gérée indépendamment du gouvernement. Elle a pour mission d'élaborer et de diffuser à la radio des programmes « pour l'information, l'éducation et le divertissement » des Salomonais. Le développement de la SIBC est aidé par Australian Aid (en), l'agence publique australienne d'aide au développement à l'étranger. Le comité de direction de la SIBC dans ses premières années est ainsi formé par des conseillers australiens.
Durant les conflits armés inter ethniques de 1998 à 2003, des journalistes de la SIBC sont menacés à plusieurs reprises par des hommes armées durant l'exercice de leur travail de couverture des événements.

### Contrôle par le gouvernement depuis 2022
En 2022, le gouvernement du Premier ministre très controversé Manasseh Sogavare, après avoir reporté la tenue d'élections et menacé d'interdire Facebook et d'interdire l'entrée de journalistes étrangers dans le pays, accuse la SIBC de trop donner la parole à des personnalités de l'opposition parlementaire, et abroge en juin, sans consultations, le statut d'entreprise publique de la SIBC. Il place ainsi la SIBC sous le contrôle direct du gouvernement, tout en promettant de respecter son indépendance éditoriale et de ne pas exercer de censure. Le comité de direction de la SIBC est toutefois désormais nommé par le Premier ministre, et dès la fin juillet, le gouvernement censure la SIBC en lui ordonnant de ne pas diffuser de « points de vue critiquant le gouvernement ». Les contenus des programmes doivent désormais être soumis au gouvernement pour approbation. La Fédération internationale des journalistes et le chef de l'opposition, Matthew Wale, condamnent cette prise de contrôle de la SIBC par le gouvernement,,,.

### Lancement à venir d'une chaîne de télévision
La SIBC est un service public de diffusion radio, mais compte lancer une chaîne de télévision « à temps pour les 17e Jeux du Pacifique en novembre 2023 » à Honiara, avec l'aide de l'entreprise néo-zélandaise MMG Communications,. Elle a également un site web, 24 % de la population ayant accès à Internet en 2023.

## Organisation et fonctions
La SIBC est gérée par un comité de direction de sept membres, dont le président est William Parairato, tandis que le directeur général de l'entreprise depuis 2021 est Johnson Honimae,. Jusqu'en 2022, elle est financée par l'État mais aussi et principalement par la diffusion de publicités et de programmes privés, et emploie une cinquantaine de personnes. À partir de 2022, son financement ne provient plus que du gouvernement, qui exerce une censure politique sur ses contenus.
Le rôle de la SIBC est à la fois d'informer ; de promouvoir, enregistrer et diffuser les productions musicales salomonaises ; et de promouvoir l'unité du pays dans le respect de sa diversité culturelle. Elle diffuse entre autres des programmes éducatifs, culturels, sportifs et religieux. Elle a également pour mission d'informer la population en cas d'urgence (catastrophes naturelles, épidémies...), la SIBC étant la seule source d'informations immédiates dans certaines îles éparses du pays et assurant ainsi « un rôle vital dans la gestion des catastrophes naturelles »,, d'autant que le taux d'illettrisme est élevé dans le pays, la radio étant beaucoup plus suivie que la presse écrite. La SIBC atteint également des auditeurs en Papouasie-Nouvelle-Guinée et au Vanuatu, et est écoutée en ligne par des Salomonais expatriés dans d'autres pays.
La radio SIBC diffuse plusieurs bulletins d'informations par jour, alternant entre des bulletins en pijin et en anglais. Tous les matins en semaine de 8 h 0 à 8 h 15, elle diffuse en outre des bulletins d'informations régionales et internationales fournis par Radio New Zealand. Le week-end, la SIBC emprunte également des bulletins d'information à Radio Australia, et une émission de diffusion musicale à la British Broadcasting Corporation. Tous les jours, les diffusions commencent et se terminent par cinq minutes de séances de prières chrétiennes ainsi que par l'hymne national (God Save Our Solomon Islands), tandis que les programmes du dimanche sont consacrés en partie à la diffusion de cérémonies religieuses de différentes dénominations chrétiennes (protestantes et catholique), à la musique gospel et aux hymnes religieux,. La SIBC produit également bon nombre de programmes et des articles d'information sur le réchauffement climatique, et les dégâts environnementaux aux Salomon dont ceux liés à l'exploitation minière et forestière.
La SIBC est soutenue par la Australian Broadcasting Corporation qui assure la formation de ses personnels et lui apporte des aides techniques. L'Australie a fait don d'équipements à la SIBC, et financé des programmes « visant à promouvoir la paix » à la suite des conflits inter-ethniques de la fin du XXe siècle et du début du XXIe siècle.

## Liens
- Site officiel
- Notices d'autorité :   - VIAF
- (en + langue non reconnue : pis) Diffusion radiophonique en ligne en direct
- (en) La SIBC sur Facebook
- (en) La SIBC sur Twitter